# MAN NL 202
Pour le modèle suivant, voir MAN NL 202(2).
Le MAN NL 202 est un autobus construit par MAN entre 1989 et 1992.

## Histoire
Au printemps 1989, MAN présente un autobus à plancher bas : le NL 202. L'autobus reprend le style du MAN SL 202 et est disponible en version 2 ou 3 portes, les sièges sont fixés sur des socles. Une version au gaz naturel est également produite.
En 1992 la production cesse pour laisser place au successeur du NL 202 : le MAN NL 202(2). Celui-ci ne diffère pas vraiment du NL 202, seuls la carrosserie et les sièges sont différents.

## Caractéristiques techniques
Cet autobus possède 35 ou 39 places assises et 68 ou 60 places debout soit 103 ou 99 places au total.
- Longueur             = 11,675 m
- Largeur              = 2,500 m
- Hauteur              = 2,872 m
- Empattement          = 5,875 m
- Poids à vide         = 17,600 t
- Puissance            = 213 ch